# Geranil pirofosfato
Il geranil pirofosfato è un intermedio della via metabolica dell'acido mevalonico, utilizzata dagli organismi viventi nella biosintesi dei terpeni, terpenoidi e steroli.